# Kościół św. Katarzyny w Hamburgu
Kościół św. Katarzyny w Hamburgu (niem. Hauptkirche Sankt Katharinen (Hamburg)) – jest jednym z pięciu głównych kościołów Starego Miasta. Jego wieża, pochodząca z XIII w. jest – po latarni morskiej Neuwerka – najstarszą dotychczas istniejącą budowlą w Niemczech. Sama świątynia, położona przy ulicy Bei den Mühren, tuż nad Kanałem Celnym (niem. Zollkanal) i w bezpośrednim w sąsiedztwie Speicherstadt i portu, jest tradycyjnie uważana za kościół ludzi morza. 
Kościół św. Katarzyny jest kościołem uniwersyteckim i jest uważany za kontynuatora tradycji liberalnej. Zarówno nabożeństwom jak i kazaniom nadaje się niekonwencjonalne formy, mające wytyczać nowe drogi wiary.
Przy kościele działa ponad 100-osobowy chór. Kościół św. Katarzyny ma ambicję być centrum duchowym miasta - są w nim organizowane koncerty muzyczne i wystawy artystyczne.
Patronką kościoła jest św. Katarzyna Aleksandryjska z Egiptu, a jej cechy: „mądra”, „odważna”, „piękna” służą za motto działalności kościoła:
- z mądrością serca i rozumu uczestniczyć w nabożeństwach i sprawować opiekę duszpasterską,
- z odwagą protestanckiej tradycji uczestniczyć słowem i czynem w dialogu społecznym, żeby chrześcijańska miłość bliźniego nie była obecna tylko w kazaniach ale znajdowała swój wyraz w życiu,
- zachować piękno kościoła poprzez ustawiczne wspieranie jego restauracji i wspierać piękno muzyki poprzez wspieranie restauracji zabytkowych organów, na których niegdyś grywał Johann Sebastian Bach[1].

## Historia
Najstarszy dokument, zawierający wzmiankę o kościele, pochodzi z 1256. Główny budynek świątyni został przebudowany w stylu północnoniemieckiego gotyku ceglanego i ukończony w 1450. Nadano mu formę  trójnawowej gotyckiej pseudobazyliki z obejściem.

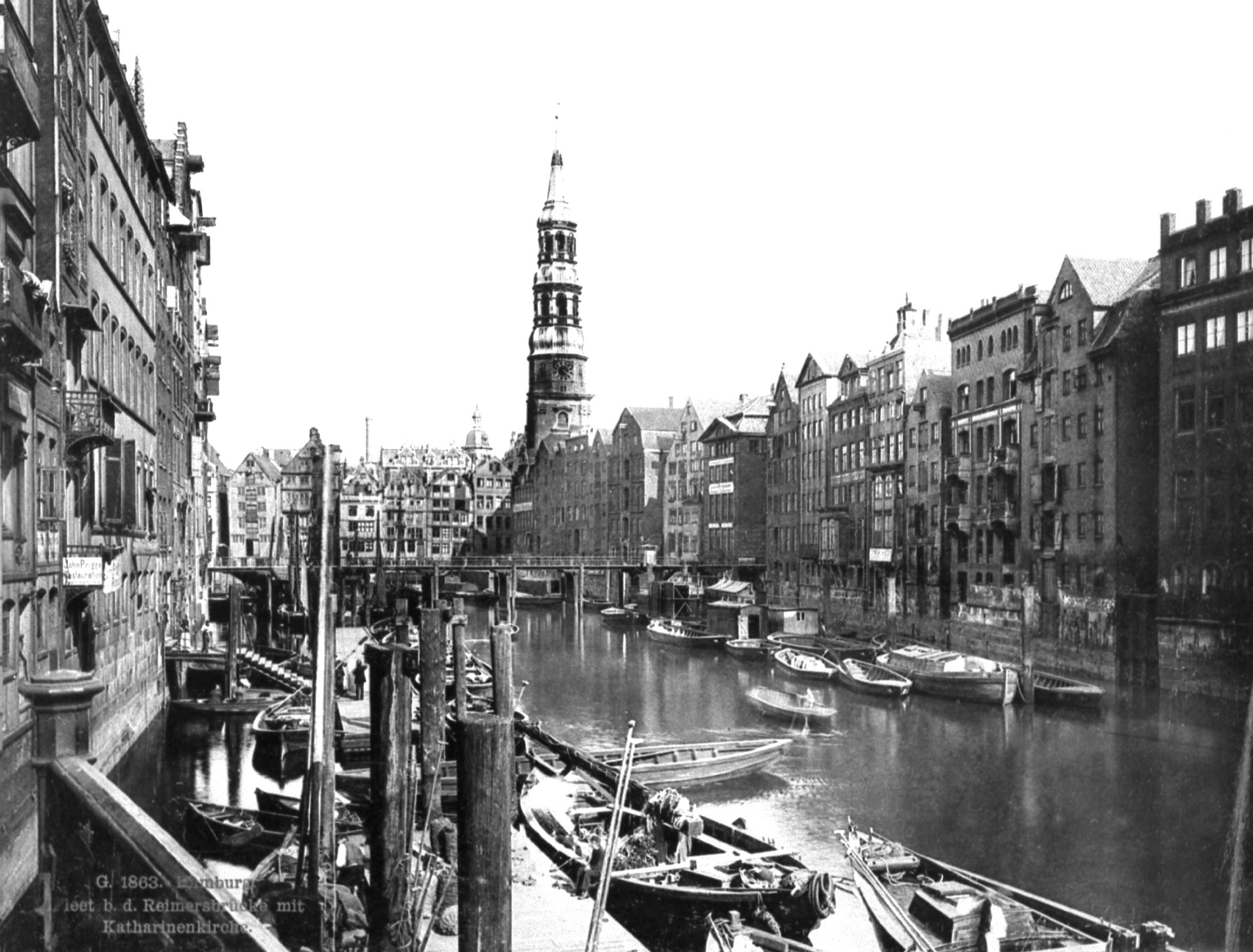
Kościół św. Katarzyny w 1863

Az do XVI. w nawy kościoła miały pojedyncze dachy, oddzielone od wspólnego dachu. Ponieważ budynek kościoła był posadowiony na bagnistych, nie nadających się pod zabudowę terenach nad Łabą, zaczął on osiadać, zaistniała zatem konieczność wzmocnienia jego murów kotwiami.
Wieża kościelna otrzymała w 1657 kilkustopniowy, barokowy hełm, zwieńczony pozłacaną koroną św. Katarzyny. Jak głosi legenda, użyte do wyrobu korony złoto miało pochodzić ze skarbca znanego wówczas pirata Klausa Störtebekera.
Tragiczny w historii kościoła (jak i całego Hamburga) rozdział miał miejsce  w czasie drugiej wojny światowej, kiedy to w wyniku nalotu bombowego w dniu 30 lipca 1943 budynek uległ daleko idącemu zniszczeniu - pozostały tylko zewnętrzne mury i podstawa wieży.
Po wojnie przystąpiono do odbudowy budynku. Miała ona miejsce w latach 1950 - 1956, nie została jednak doprowadzona do końca z powodu niewystarczających środków finansowych. Tym niemniej 4 listopada 1956 miała miejsce konsekracja nowo odbudowanej świątyni. W 1957 odbudowano wieżę, w formie XVII-wiecznej, wzmocnioną dodatkowo od wewnątrz stalową konstrukcją. Mierzy ona obecnie 116,7 m.
W ramach przyjętego w 2007 projektu HafenCity  przystąpiono do kompleksowej renowacji całego budynku kościoła. Renowacja objęła dach świątyni, wieżę, wnętrza, wymianę uszkodzonej murarki. Zaplanowano też rekonstrukcję zniszczonych w czasie ostatniej wojny organów, które w XVII wieku były uważane za najważniejsze w całym Hamburgu. Pierwsze organy pojawiły się w kościele św. Katarzyny już w XVI wieku. Wkrótce zastąpiły je nowe, zbudowane przez Hansa Stellwagena. Te z kolei przebudował i wyremontował w 1670 Johann Friederich Besser. Liczyły one wówczas łącznie 58 głosów podzielonych na 4 manuały i pedał i były prawdopodobnie największe na świecie. Grywał na nich i wysoko je cenił sam Johann Sebastian Bach, ilekroć był zapraszany do Hamburga (latem 1701 i jesienią 1720). Do dziś znany jest jego koncert organowy z 1720, dedykowany miastu a także związana z pobytem w Hamburgu Fantazja i Fuga g-moll.

## Architektura
Kościół św. Katarzyny reprezentuje typ trójnawowej, sześcioprzęsłowej gotyckiej pseudobazyliki z jednoprzęsłowym, poligonalnym prezbiterium z obejściem.
Wymiary świątyni:
- zewnętrzna długość włącznie z wieżą: 75,5 m,
- szerokość wewnętrzna: 28 m,
- wysokość nawy środkowej:ok. 26 m.

Ściany świątyni są przeprute wysokimi, gotyckimi oknami. Również prezbiterium ma jedno okno, a w nim nowoczesny witraż („Gloria”) z 1955, autorstwa H.G. von Stockhausena. Budowle wieńczy od zachodu wspomniana już wieża.

### Dzwony
Kościół św. Katarzyny ma 5 dzwonów w następującej tonacji: f0, c1, e1, g1 oraz a1. Dzwon główny został odlany przez Hansa Nuessela w 1626 i waży 6500 kg. Dzwoni samodzielnie tylko w Wielki Piątek i podczas pogrzebów. Cztery pozostałe, mniejsze dzwony zostały odlane w 1957 w pracowni Friedricha Wilhelma Schillinga w Heidelbergu.

### Wystrój wnętrza
Wnętrze świątyni, włącznie ze sklepieniami, jest pomalowane na biało. Z powodu dotkliwych zniszczeń wojennych kościół ma zasadniczo współczesne wyposażenie. Z dawnego zachowały się m.in.:
- obraz Wilma Dedeke, Ukrzyżowanie (ok. 1500),
- marmurowo-alabastrowe epitafium rajcy miejskiego Caspara Mollera (zm. 1610),
- marmurowe epitafium rajcy miejskiego Georga von der Fechte (zm. 1630),
- XVI-wieczna rzeźba św. Katarzyny, reprezentująca szkołę południowoniemiecką, podarowana kościołowi w 1953,

Z nowego wyposażenia na uwagę zasługują::
- ołtarz główny, dzieło O. Müncha z 1956. Mensa i predella zostały wykonane z wapienia muszlowego, natomiast nastawa ołtarzowa z brązu. Na predelli umieszczony jest motyw wypędzenia z raju. Boczne skrzydła ołtarza przedstawiają trzy motywy wielkanocne zaś część środkowa - Zesłanie Ducha Świętego. Na ołtarzu stoi tzw. Krzyż z Gwoździ z katedry w Coventry, mający symbolizować pojednanie między Niemcami a Brytyjczykami.

- ambona z lat 1955-1956, również dzieło O. Müncha. Płaskorzeźby pokrywające ambonę przedstawiają sceny ze Starego i Nowego Testamentu.

- nowoczesny ołtarz-płaskorzeźba  „Leib Christi” („Ciało Chrystusa”), dzieło H. Landera z 1983, przedstawiający scenę z ostatniej wieczerzy - postać Chrystusa z rękami wyciągniętymi nad chlebem a za nim – zarysy dwunastu apostołów; jeden z nich (Judasz) ma odwrócona głowę.

- chrzcielnica z brązu z 1964 (H. Kock),

- organy główne, wykonane w Lubece przez E. Kempera w 1962, poddane renowacji w 1988 przez Fa. von Beckeratha. Prospekt organowy zbudowany w oparciu o zniszczony w czasie wojny, barokowy prospekt B. Hoppa i R. Jägera. Dyspozycja organów jest autorstwa Th. Dittmanna. Organy maja 75 głosów, w tym 11 ze starych organów.

- organy w prezbiterium, 14-głosowe, z 1984; dzieło Detlefa Kleukera z Brakwede,
- krucyfiks z 1954 zawieszony w nawie południowej, z figurą Chrystusa ukrzyżowanego z ok. 1300, pochodzący podobno z katedry w Akwizgranie.